# Kirigakure Saizō
Kirigakure Saizō (霧隠才蔵) est un ninja légendaire de la fin de la période Sengoku du Japon médiéval. Dans le folklore, il est l'un des Dix braves de Sanada, dont il est le plus important après Sarutobi Sasuke.
Comme dans le cas de Sasuke, Saizō est probablement une création de la fiction populaire de l'ère Meiji, peut-être inspiré par Kirigakure Shikaemon, bien que certains pensent qu'il ait réellement existé. Selon l'historien britannique Stephen Turnbull et l'écrivain non-fictionnel Joel Levy, une chronique historique détaille une tentative d'assassinat ratée menée par un ninja nommé Kirigakure Saizō, envoyé par le seigneur Tokugawa Ieyasu pour tuer son rival Toyotomi Hideyoshi (Tokichiro Kinoshita). Selon une autre version de cet incident, présenté par l'artiste martial et chercheur américain Donn F. Draeger, le « ninja imprudent » Saizō fut capturé alors qu'il espionnait seulement Hideyoshi, et a en fait sauvé la vie du seigneur car il était sur le point d'être tué par un traitre, Yusuke Takiguchi. La vie de Saizō est alors épargnée en échange d'une proclamation de fidélité envers le clan Toyotomi.
Saizō aurait être un maître du ninjutsu Iga. Sarutobi Sasuke, un ninja de Kōga, est très souvent représenté comme le rival de Saizō, et après s'être convertis tous deux à la cause de Sanada, ils devinrent amis et partenaires. Le nom Kirigakure signifie littéralement « Brume cachée », et Saizō est souvent associé à la fumée et, par extension, à la magie de l'illusion. Contrairement à Sasuke, qui est souvent représenté sous les traits d'un enfant sauvage, Saizō apparait calme, élégant, mature, habile et parfois sous les traits d'un jeune homme féminin. L'artiste martial et auteur Stephen K. Hayes (en) compare le portrait de Saizō se trouvant dans les livres pour enfants japonais à celui d'une autre « figure romantique » ninja du bandit héros Ishikawa Goemon.

## Dans la culture populaire
Après Sasuke, Saizō est le seul autre des Dix qui apparait relativement souvent dans les fictions modernes. Dans le manga Samurai Deeper Kyo, Saizō est un loyaliste fanatique de Sanada Yukimura. Dans le film Goemon, Kirigakure Saizō est incarné par l'acteur Takao Osawa (et Takeru Satoh dans son enfance). Il apparait également dans le film Kamen Rider Den-O: I'm Born! (en) et le manga Brave 10 (en), et est le sujet principal du quatrième et septième film de la série de romans Shinobi no Mono (en) (Shinobi no Mono: Zoku Kirigakure Saizo et Shinobi No Mono: Shin Kirigakure Saizo), ainsi qu'en tant que personnage jouable dans le jeu vidéo Onimusha Tactics. Dans Shall We Date?: Ninja Love, il est soit une option de romance soit le personnage du joueur.
Il apparait dans plusieurs autres œuvres plus ou moins indirectement. Dans la série TV Ninja Sentai Kakuranger, l'un des personnages principaux, Saizo, joué par Hiroshi Tsuchida (en), est un descendant moderne de Saizō. Dans une représentation très inhabituelle, il apparait dans le jeu Kessen, en tant que membre d'un trio féminin de gardes du corps de Yukimura. Un ninja moderne nommé Saizo est également un personnage jouable des séries de jeu Power Instinct (Saizo Hattori) et Breaker's (Tobikageno Saizō), tandis que le personnage principal de la série Igano Kabamaru (en) est élevé et formé par son grand-père Saizō Igano. Un village nommé Kirigakure (« Cachée dans la brume ») apparait dans le manga Naruto, avec pour représentant Momochi Zabuza qui utilise des techniques de brouillard.